# Таншоннят (аеропорт)
Аеропорт «Таншоннят» (Тан шон нят, в'єт. Sân bay quốc tế Tân Sơn Nhất) — аеропорт, який розташований за 6 км від міста Хошимін, В'єтнам. Код IATA: SGN, код ICAO: VVTS.

## Історія
Аеропорт заснований французькою колоніальною владою на початку 30-х років XX століття. У середині 50-х років XX століття, в рамках американської економічної допомоги, побудована злітно-посадкова смуга завдовжки 2190 метрів. Під час в'єтнамської війни авіабаза Тан шон нят використовувалася військово-повітряними силами США та Південного В'єтнаму. До 1975 року авіабаза була однією з найзавантаженіших у світі.
9 грудня 2004 року вперше після падіння Сайгона відновилося авіасполучення з США. Рейс авіакомпанії United Airlines із проміжною посадкою в Гонконгу здійснювався спочатку з Сан-Франциско, потім з Лос-Анджелеса.

## Плани
У вересні 2007 року відкрито новий міжнародний термінал, здатний обслуговувати до 10 мільйонів пасажирів на рік, у результаті чого загальна пропускна спроможність аеропорту досягла 15-17 мільйонів пасажирів на рік. Старий термінал при цьому перейшов на обслуговування місцевих авіаліній. У 2026 році мають відкрити новий міжнародний аеропорт Хошиміну, Таншоннят має повністю перейти на обслуговування внутрішніх авіарейсів.

## Авіалінії та напрямки

### Внутрішні
- Jetstar Pacific Airlines
- Vietnam Airlines
- Vietnam Air Services Company

### Міжнародні авіалінії (другий термінал)
- AirAsia
- Air China
- Air France
- All Nippon Airways
- Asiana Airlines
- Bangkok Airways
- Cathay Pacific
- Cebu Pacific
- China Airlines
- China Eastern Airlines
- China Southern Airlines
- EVA Air
- Garuda Indonesia
- Hong Kong Airlines
- Japan Airlines
- Jetstar Asia Airways
- Jetstar Pacific Airlines
- Korean Air
- Lion Air
- Lufthansa
- Malaysia Airlines
- Mandarin Airlines
- Nok Air (Bangkok-Don Mueang)
- Philippine Airlines
- Qantas
- Qatar Airways
- Royal Brunei Airlines
- Royal Khmer Airlines
- Shanghai Airlines
- Shenzhen Airlines
- Siem Reap Airways International
- Singapore Airlines
- Thai Airways International
- Tiger Airways
- Uni Air
- United Airlines
- Vietnam Airlines
- Viva Macau

### Вантажні авіарейси
- Air France Cargo
- Asiana Cargo
- Cargoitalia
- Cargolux
- China Airlines Cargo
- EVA Air Cargo
- K-Mile (Transmile Air Services)
- Korean Air Cargo
- Shanghai Airlines Cargo